# Hansa-Brandenburg GNW
Die Hansa-Brandenburg GNW war ein deutsches Marineflugzeug im Ersten Weltkrieg. Sie gehörte zur Gattung „Unbewaffnetes zweisitziges Schwimmerflugzeug“, kurz B, bzw. „B-Flugzeug mit FT-Sender“, BFT.

## Entwicklung
Der Prototyp wurde am 8. Februar 1916 bestellt, mit der Marine-Nummer 629 am 21. September 1916 nach Warnemünde geliefert und am 28. September 1916 abgenommen.
Die beiden Schwimmer waren 5,40 m lang bei einer Breite von 0,90 m und einem Gewicht von 93 kg. Das Volumen des Schwimmers betrug 2000 l.
Der Propeller wurde von der Firma Dr. Rathjen zugeliefert.

## Bekannte Marinenummern
| Marinenummer | Hersteller        | Typ | Stückzahl |
| ------------ | ----------------- | --- | --------- |
| 625–632      | Hansa-Brandenburg | B   | 8         |
| 651–658      | Hansa-Brandenburg | BFT | 8         |

## Technische Daten

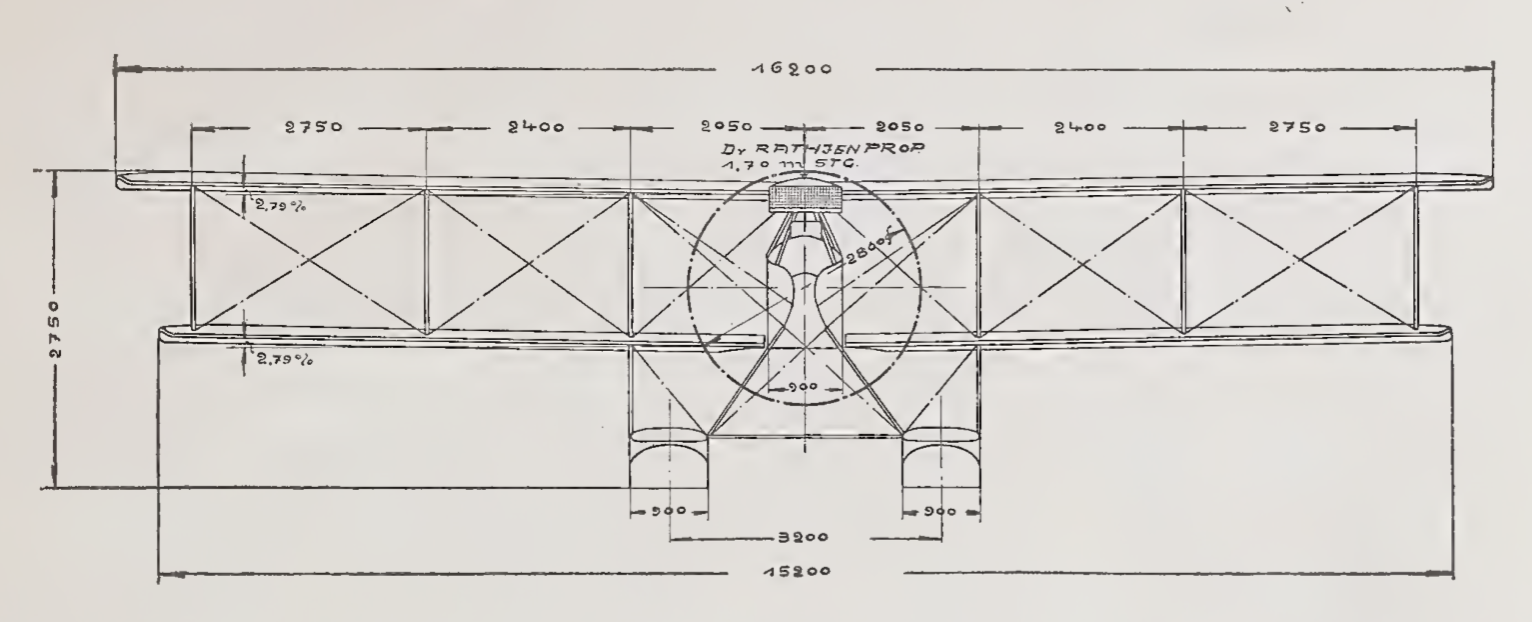
Risszeichnung der Vorderansicht

| Kenngröße             | Daten                                                                                       |
| --------------------- | ------------------------------------------------------------------------------------------- |
| Besatzung             | 1                                                                                           |
| Länge                 | 9,65 m                                                                                      |
| Spannweite            | 16,20 m Oberflügel 15,20 m Unterflügel                                                      |
| Höhe                  | 2,75 m                                                                                      |
| Flügelfläche          | 52 m²                                                                                       |
| Querruder             | 3,50 m²                                                                                     |
| Höhenruder            | 1,50 m²                                                                                     |
| Seitenruder           | 0,90 m²                                                                                     |
| Leermasse             | 1078 kg                                                                                     |
| Startmasse            | 1647 kg                                                                                     |
| Höchstgeschwindigkeit | 128 km/h in NN                                                                              |
| Steigzeit auf 1000 m  | 10,5 min                                                                                    |
| Steigzeit auf 2000 m  | 26 min                                                                                      |
| Dienstgipfelhöhe      | ? m                                                                                         |
| Reichweite            | ? km                                                                                        |
| Brennstofftank        | 313 l                                                                                       |
| Flugdauer             | 5¼ h                                                                                        |
| Propellerdurchmesser  | 2,80 m mit 1,7 er Steigung                                                                  |
| Triebwerk             | ein wassergekühlter 6-Zylinder-Reihenmotor Mercedes D III, mit 160 PS (118 kW) Nennleistung |